# Guardami (programma televisivo)
Guardami è stato un programma televisivo italiano, andato in onda su Rai 2 per una stagione nel 2012 e condotto da Marita Langella insieme allo speaker radiofonico Mixo. In onda dal 16 aprile nel pomeriggio del sabato, è stato sospeso dopo poche puntate; il ciclo di trasmissioni già registrate è stato terminato l'estate successiva, in terza serata.

## La trasmissione
Il programma era un talk show dedicato ai giovani; in ogni puntata, infatti, tre ragazzi italiani di età compresa fra i 18 ed i 25 anni raccontavano le loro storie, sogni e passioni, mostrando il luogo in cui hanno scelto di vivere.
La trasmissione, in onda ogni sabato pomeriggio alle 15.40, ha ottenuto nelle sue prime puntate degli indici d'ascolto disastrosi, registrando uno share inferiore al 2%. Per questo motivo, le puntate già registrate sono state sospese e trasmesse dal giugno successivo nella terza serata del mercoledì.